# 2015年世界跆拳道锦标赛
2015年世界跆拳道锦标赛是第22届世界跆拳道锦标赛，该届比赛于2015年5月12日至18日在俄罗斯车里雅宾斯克的拖拉机冰上竞技场举行。俄罗斯在2013年击败越南和巴西，成功获得该届世锦赛举办权。

## 奖牌得主

### 男子
| 项目         | 金牌                                | 银牌                                    | 铜牌                                 |
| 54公斤级     | 金泰勋 · 韩国（KOR）                | Stanislav Denisov · 俄罗斯（RUS）       | Venilton Teixeira · 巴西（BRA）      |
| 54公斤级     | 金泰勋 · 韩国（KOR）                | Stanislav Denisov · 俄罗斯（RUS）       | 兰那龙·萨韦克威哈里 · 泰国（THA）    |
| 58公斤级     | 法尔赞·阿舒尔扎德 · 伊朗（IRI）     | 穆罕默德·凯比 · 比利时（BEL）           | Ruslan Poiseev · 俄罗斯（RUS）       |
| 58公斤级     | 法尔赞·阿舒尔扎德 · 伊朗（IRI）     | 穆罕默德·凯比 · 比利时（BEL）           | 赵帅 · 中国（CHN）                   |
| 63公斤级     | 贾乌德·亚哈 · 比利时（BEL）         | 霍埃尔·冈萨雷斯 · 西班牙（ESP）         | Abolfazl Yaghoubi · 伊朗（IRI）      |
| 63公斤级     | 贾乌德·亚哈 · 比利时（BEL）         | 霍埃尔·冈萨雷斯 · 西班牙（ESP）         | Saúl Gutiérrez · 墨西哥（MEX）       |
| 68公斤级     | 塞尔韦特·塔泽居尔 · 土耳其（TUR）   | 阿列克谢·杰尼先科 · 俄罗斯（RUS）       | José Antonio Rosillo · 西班牙（ESP） |
| 68公斤级     | 塞尔韦特·塔泽居尔 · 土耳其（TUR）   | 阿列克谢·杰尼先科 · 俄罗斯（RUS）       | Shin Dong-yun · 韩国（KOR）          |
| 74公斤级     | Masoud Hajji-Zavareh · 伊朗（IRI）  | 尼基塔·拉夫洛維奇 · 乌兹别克斯坦（UZB） | Albert Gaun · 俄罗斯（RUS）          |
| 74公斤级     | Masoud Hajji-Zavareh · 伊朗（IRI）  | 尼基塔·拉夫洛維奇 · 乌兹别克斯坦（UZB） | Ismaël Coulibaly · 马里（MLI）       |
| 80公斤级     | 迈赫迪·霍达巴赫希 · 伊朗（IRI）     | Damon Sansum · 英国（GBR）              | 亚伦·库克 · 摩尔多瓦（MDA）          |
| 80公斤级     | 迈赫迪·霍达巴赫希 · 伊朗（IRI）     | Damon Sansum · 英国（GBR）              | Tahir Güleç · 德国（GER）            |
| 87公斤级     | 拉季克·伊萨耶夫 · 阿塞拜疆（AZE）   | Jasur Baykuziyev · 乌兹别克斯坦（UZB）  | 弗拉迪斯拉夫·拉林 · 俄罗斯（RUS）    |
| 87公斤级     | 拉季克·伊萨耶夫 · 阿塞拜疆（AZE）   | Jasur Baykuziyev · 乌兹别克斯坦（UZB）  | 拉斐尔·阿尔瓦 · 古巴（CUB）          |
| 87公斤以上级 | 德米特里·绍金 · 乌兹别克斯坦（UZB） | Firmin Zokou · 科特迪瓦（CIV）          | 安東尼·奧巴梅 · 加蓬（GAB）          |
| 87公斤以上级 | 德米特里·绍金 · 乌兹别克斯坦（UZB） | Firmin Zokou · 科特迪瓦（CIV）          | Robelis Despaigne · 古巴（CUB）      |

### 女子
| 项目         | 金牌                            | 银牌                              | 铜牌                                     |
| 46公斤级     | 帕妮帕·翁帕他那吉 · 泰国（THA） | Iryna Romoldanova · 乌克兰（UKR） | 林琬婷 · 中華臺北（TPE）                 |
| 46公斤级     | 帕妮帕·翁帕他那吉 · 泰国（THA） | Iryna Romoldanova · 乌克兰（UKR） | Iris Sing · 巴西（BRA）                  |
| 49公斤级     | Ha Min-ah · 韩国（KOR）         | 吳靜鈺 · 中国（CHN）              | Svetlana Igumenova · 俄罗斯（RUS）       |
| 49公斤级     | Ha Min-ah · 韩国（KOR）         | 吳靜鈺 · 中国（CHN）              | 蒂亞娜·波格丹諾維奇 · 塞尔维亚（SRB）    |
| 53公斤级     | 林琴萍 · 韩国（KOR）            | 黃韻文 · 中華臺北（TPE）          | Ana Zaninović · 克罗地亚（CRO）          |
| 53公斤级     | 林琴萍 · 韩国（KOR）            | 黃韻文 · 中華臺北（TPE）          | Andriana Asprogeraka · 希腊（GRE）       |
| 57公斤级     | 滨田真由 · 日本（JPN）          | 埃娃·卡尔沃 · 西班牙（ESP）       | 基米雅·阿里薩德 · 伊朗（IRI）            |
| 57公斤级     | 滨田真由 · 日本（JPN）          | 埃娃·卡尔沃 · 西班牙（ESP）       | Edina Kotsis · 匈牙利（HUN）             |
| 62公斤级     | 伊蕾姆·亚曼 · 土耳其（TUR）     | Marta Calvo · 西班牙（ESP）       | Viktoryia Belanouskaya · 白俄罗斯（BLR） |
| 62公斤级     | 伊蕾姆·亚曼 · 土耳其（TUR）     | Marta Calvo · 西班牙（ESP）       | Rachelle Booth · 英国（GBR）             |
| 67公斤级     | 莊佳佳 · 中華臺北（TPE）        | 努尔·塔塔尔 · 土耳其（TUR）       | 佩奇·麦克弗森 · 美国（USA）              |
| 67公斤级     | 莊佳佳 · 中華臺北（TPE）        | 努尔·塔塔尔 · 土耳其（TUR）       | Katherine Dumar · 哥伦比亚（COL）        |
| 73公斤级     | 吴慧丽 · 韩国（KOR）            | 郑姝音 · 中国（CHN）              | 杰姬·加洛韦 · 美国（USA）                |
| 73公斤级     | 吴慧丽 · 韩国（KOR）            | 郑姝音 · 中国（CHN）              | Iva Radoš · 克罗地亚（CRO）              |
| 73公斤以上级 | 比安卡·沃克登 · 英国（GBR）     | Gwladys Épangue · 法國（FRA）     | 纳菲亚·库什 · 土耳其（TUR）              |
| 73公斤以上级 | 比安卡·沃克登 · 英国（GBR）     | Gwladys Épangue · 法國（FRA）     | Olga Ivanova · 俄罗斯（RUS）             |

## 奖牌榜
| 排名                      | 国家 / 地区               | 金牌 | 銀牌 | 銅牌 | 总计 |
| ------------------------- | ------------------------- | ---- | ---- | ---- | ---- |
| 1                         |                           | 4    | 0    | 1    | 5    |
| 2                         | 伊朗                      | 3    | 0    | 2    | 5    |
| 3                         | 土耳其                    | 2    | 1    | 1    | 4    |
| 4                         |                           | 1    | 2    | 0    | 3    |
| 5                         | 英國                      | 1    | 1    | 1    | 3    |
| 5                         | 中華臺北                  | 1    | 1    | 1    | 3    |
| 7                         | 比利时                    | 1    | 1    | 0    | 2    |
| 8                         | 泰國                      | 1    | 0    | 1    | 2    |
| 9                         |                           | 1    | 0    | 0    | 1    |
| 9                         | 日本                      | 1    | 0    | 0    | 1    |
| 11                        | 西班牙                    | 0    | 3    | 1    | 4    |
| 12                        | 俄羅斯                    | 0    | 2    | 5    | 7    |
| 13                        | 中國                      | 0    | 2    | 1    | 3    |
| 14                        |                           | 0    | 1    | 0    | 1    |
| 14                        | 法國                      | 0    | 1    | 0    | 1    |
| 14                        | 乌克兰                    | 0    | 1    | 0    | 1    |
| 17                        | 巴西                      | 0    | 0    | 2    | 2    |
| 17                        |                           | 0    | 0    | 2    | 2    |
| 17                        | 古巴                      | 0    | 0    | 2    | 2    |
| 17                        | 美国                      | 0    | 0    | 2    | 2    |
| 21                        | 白俄羅斯                  | 0    | 0    | 1    | 1    |
| 21                        | 哥伦比亚                  | 0    | 0    | 1    | 1    |
| 21                        | 加彭                      | 0    | 0    | 1    | 1    |
| 21                        | 德国                      | 0    | 0    | 1    | 1    |
| 21                        | 希腊                      | 0    | 0    | 1    | 1    |
| 21                        | 匈牙利                    | 0    | 0    | 1    | 1    |
| 21                        | 摩尔多瓦                  | 0    | 0    | 1    | 1    |
| 21                        | 墨西哥                    | 0    | 0    | 1    | 1    |
| 21                        |                           | 0    | 0    | 1    | 1    |
| 21                        | 塞爾維亞                  | 0    | 0    | 1    | 1    |
| 总计（共30个国家 / 地区） | 总计（共30个国家 / 地区） | 16   | 16   | 32   | 64   |

## 团体排名
| 排名 | 国家和地区 | 积分 |
| ---- | ---------- | ---- |
| 1    | 伊朗       | 65   |
| 2    | 俄羅斯     | 50   |
| 3    |            | 43   |
| 4    |            | 42   |
| 5    | 西班牙     | 34   |
| 6    | 比利时     | 33   |
| 7    | 土耳其     | 33   |
| 8    |            | 30   |
| 9    | 墨西哥     | 29   |
| 10   | 美国       | 26   |

| 排名 | 国家和地区 | 积分 |
| ---- | ---------- | ---- |
| 1    |            | 56   |
| 2    | 中華臺北   | 41   |
| 3    | 土耳其     | 40   |
| 4    | 中国       | 38   |
| 5    | 英国       | 31   |
| 6    | 俄羅斯     | 31   |
| 7    | 西班牙     | 28   |
| 8    | 法國       | 26   |
| 9    | 美国       | 26   |
| 10   |            | 25   |

## 参赛国家和地区
共有来自139个国家和地区的872名运动员参加本届比赛。

| - 阿富汗（10） - 阿尔巴尼亚（3） - 阿尔及利亚（5） - 安哥拉（2） - 阿根廷（5） - 亞美尼亞（5） - 阿鲁巴（1） - （15） - 奥地利（2） - （12） - （2） - 白俄羅斯（11） - 比利时（6）* - （2） - （5） - 巴西（16） - 保加利亚（6） - 柬埔寨（1） - 加拿大（16） - （3） - 中非（3） - （4） - 智利（11） - 中国（16） - 中華臺北（16） - 哥伦比亚（15） - 刚果民主共和国（4） - （2） - （12） - 古巴（5） - 賽普勒斯（13） - 捷克（3） - 丹麦（2） - （10） - 东帝汶（3） - （5） - 埃及（16） - 衣索比亞（2） - 芬兰（6） - 法國（16） - 法屬玻里尼西亞（4） - 加彭（7） - （1） - 德国（13） - （5） - 英国（14） - 希腊（15） | - （1） - （4） - （2） - 海地（1） - （4） - 香港（2） - 匈牙利（6） - 冰島（3） - 印度（3） - 伊朗（13） - 伊拉克（3） - 爱尔兰（5） - 以色列（7） - 義大利（10） - （14） - 牙买加（4） - 日本（6） - 约旦（13） - （16） - （5） - 科索沃（2） - （4） - （1） - 拉脫維亞（2） - 賴索托（3） - 利比里亚（2） - 利比亞（4） - 立陶宛（3） - 澳門（7） - 北馬其頓（1） - 马达加斯加（5） - 马来西亚（6） - （8） - 馬爾他（2） - 墨西哥（16） - 摩尔多瓦（5） - 摩納哥（1） - 蒙古国（5） - 蒙特內哥羅（2） - 摩洛哥（9） - 莫桑比克（2） - 荷蘭（7） - 新西兰（2） - 尼日尔（2） - 奈及利亞（5） - 挪威（4） - 阿曼（3） | - 巴基斯坦（3） - 巴勒斯坦（2） - 巴拿马（2） - 秘魯（5） - 菲律賓（12） - 波蘭（11） - 葡萄牙（6） - 波多黎各（7） - （4） - 羅馬尼亞（2） - 俄羅斯（16） - 卢旺达（6） - 圣马力诺（2） - 沙烏地阿拉伯（3） - 塞内加尔（5） - 塞爾維亞（13） - 塞舌尔（1） - 新加坡（2） - 斯洛伐克（2） - 斯洛維尼亞（6） - （1） - 南非（3） - （16） - 西班牙（16） - 苏丹（11） - （6） - 瑞典（8） - 瑞士（2） - （6） - 泰國（8） - （2） - 千里達及托巴哥（3） - 突尼西亞（6） - 土耳其（16） - （5） - 乌克兰（16） - 阿联酋（2） - 美国（16） - 乌拉圭（2） - （7） - 委內瑞拉（9） - 越南（9） - 维尔京群岛（2） - 葉門（2） - 辛巴威（2） |

- 比利时由于被世界跆拳道联合会禁赛，该国在该届比赛以“世界跆拳道联合会”的名义参赛。